# Camp de l’Arpa metróállomás
Camp de l'Arpa egyike a Spanyolországban található barcelonai metró metróállomásainak.

## Metróvonalak
Az állomást az alábbi metróvonalak érintik:
- 5-ös metróvonal

## Kapcsolódó állomások
Az állomáshoz az alábbi állomások vannak a legközelebb:
- Sant Pau-Dos de Maig (Cornellà Centre, 5-ös metróvonal)
- Sagrera (Vall d'Hebron, 5-ös metróvonal)